# Anna Stuart

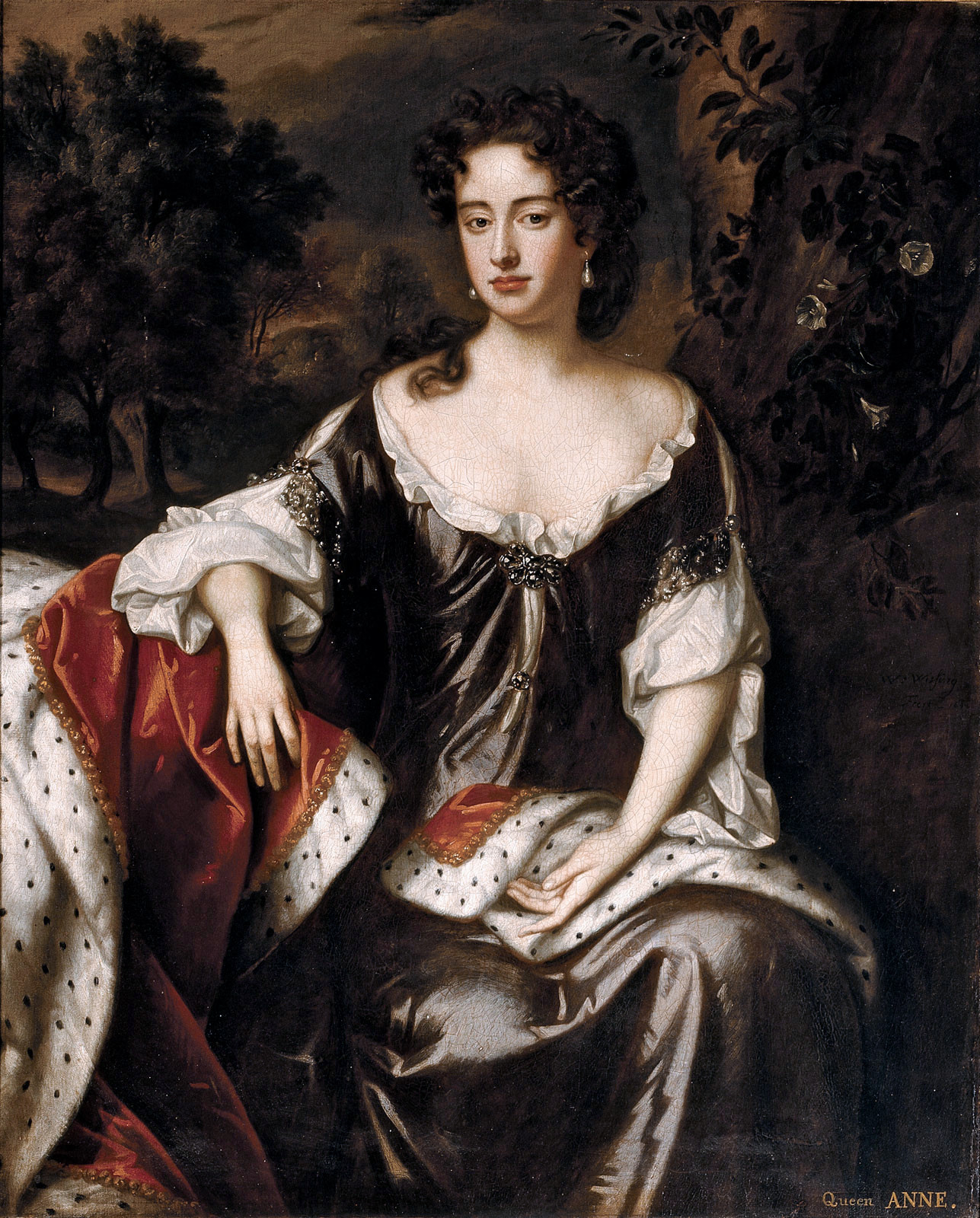
Anna Stuart

Anna (ur. 6 lutego 1665, zm. 1 sierpnia 1714) – od 8 marca 1702 do 1707 królowa Anglii, Szkocji i Irlandii, od 1707 królowa Wielkiej Brytanii i królowa Irlandii, pierwsza monarchini Wielkiej Brytanii. Była młodszą córką Jakuba II i jego pierwszej żony – lady Anny Hyde, młodszą siostrą królowej Marii II.

## Wczesne lata życia
Spośród ośmiorga dzieci Jakuba, księcia Yorku (późniejszego Jakuba II), i Anny Hyde jedynymi, które przeżyły okres dzieciństwa, były Anna i jej starsza siostra Maria. W dzieciństwie Anna cierpiała z powodu infekcji oka. Jako małe dziecko została wysłana do Francji, aby tam poddać się operacji. Przebywała wówczas pod opieką babki, Henrietty Marii, a po jej śmierci w 1669 r. pod opieką ciotki, Henrietty Anny, księżnej Orleanu. Anna powróciła do Anglii w 1670 r. W 1673 r. nawiązała znajomość z Sarą Jennings (późniejszą żoną Johna Churchilla), która została jej bliską przyjaciółką i wpływową doradczynią. Anna i Sarah często pisały do siebie listy, które podpisywały Mrs. Morley i Mrs. Freeman.
W 1673 r. stało się jasne, że ojciec Anny przeszedł na katolicyzm. Anna i Maria miały zostać jednak, na rozkaz króla Karola II, wychowane w wierze protestanckiej. W 1678 r. Anna towarzyszyła drugiej żonie ojca, katolickiej księżniczce Marii z Modeny – córce Alfonsa IV d’Este, w podróży do Holandii. W 1679 r. dołączyła do rodziców, którzy z powodu antykatolickich nastrojów w Anglii musieli udać się na wygnanie i przebywali w Hadze na dworze Wilhelma III Orańskiego, który w 1677 r. poślubił starszą siostrę Anny. Rok później Anna towarzyszyła rodzicom podczas ich wyjazdu do Szkocji. 28 lipca 1683 r. poślubiła księcia Jerzego Oldenburga, młodszego brata króla Danii Chrystiana V, swojego odległego kuzyna. Jerzy i Anna tworzyli zgodne małżeństwo, które starało się żyć z dala od wielkiego świata. Sarah Churchill została Lady of Bedchamber Anny i pozostała jej bliską przyjaciółką.
Król Karol II zmarł w 1685 r. i ojciec Anny został królem Jakubem II. Jego rządy i otaczanie się katolikami nie przysparzały mu sympatii w Anglii. Jego sytuacja pogorszyła się, gdy 10 czerwca 1688 r. królowa Maria z Modeny urodziła syna, Jakuba, katolickiego następcę tronu. Anna nie była przy tym obecna, gdyż podróżowała wtedy do Bath. Perspektywa utrwalenia się katolickiej dynastii doprowadziła do porozumienia dwóch frakcji w angielskim Parlamencie, wigów i torysów, którzy poprosili o objęcie tronu przez Wilhelma Orańskiego. Wilhelm wylądował w Anglii 5 listopada 1688 r. Król Jakub 11 grudnia podjął próbę ucieczki, ale został schwytany. Powiodła się natomiast druga próba, podjęta 23 grudnia.
Podczas tej tzw. chwalebnej rewolucji Anna przebywała w odosobnieniu. Wcześniej korespondowała z Marią, znała plany Wilhelma i się im nie sprzeciwiała. Kiedy Wilhelm przybył do Anglii, Anna, za radą Churchillów, wysłała do niego list, w którym wyrażała poparcie dla jego działań. Odmówiła również popierania działań króla Jakuba. 24 listopada John Churchill uciekł do obozu Wilhelma. 25 listopada uczynił to samo mąż Anny, książę Jerzy. Kiedy 26 listopada Jakub przybył do Londynu, okazało się, że Anna i Sarah poszły w ślady swoich mężów. Uciekły z Whitehallu tylnymi drzwiami i ukryły się w domu biskupa Londynu, Henry’ego Comptona. 1 grudnia przybyły do Northampton, gdzie Anna uczestniczyła w zwołanej przez Wilhelma Tajnej Radzie. Następnie udała się do Oksfordu i tam spotkała z mężem. 19 grudnia wróciła do Londynu, gdzie wizytę złożył jej Wilhelm Orański.
W 1689 r. Parlament uznał, że Jakub, podejmując próbę ucieczki, de facto abdykował i poprosił o przyjęcie korony Wilhelma i Marię. Uchwalił również Bill of Rights, gdzie precyzował zasady następstwa tronu. Po Wilhelmie i Marii miały rządzić ich dzieci. W wypadku ich braku tron miał przypaść Annie i jej potomstwu. Następni w kolejce byli potomkowie Wilhelma z innych małżeństw.

## Wilhelm i Maria
Niedługo po objęciu rządów Wilhelm i Maria podnieśli Johna Churchilla do godności hrabiego Marlborough. Wkrótce jednak doszło do zerwania między Marlboroughami a dworem, kiedy w 1692 r. Maria II oskarżyła hrabiego o popieranie jakobitów (stronników wygnanego Jakuba II) i pozbawiła go wszystkich godności. Marlborough został również usunięty z dworu. Sprawa ta przyczyniła się do zerwania między Marią a Anną, gdyż Anna wstawiła się u siostry za mężem swojej przyjaciółki, ale spotkała ze stanowczą odmową. Opuściła wówczas dwór królewski i zamieszkała w Syon House, rezydencji księcia Northumberland. Wkrótce została pozbawiona wszelkich godności, a straże pałacowe otrzymały zakaz salutowania jej mężowi.
Kiedy Maria zmarła w 1694 r. na ospę prawdziwą, Wilhelm III kontynuował samodzielne rządy. Chcąc poprawić swoje notowania w społeczeństwie, przywrócił on Annie wszystkie utracone tytuły i pozwolił jej mieszkać w St. James’s Palace. Trzymał ją jednak z dala od polityki, konsekwentnie odmawiając nadania jej tytułu regenta podczas swojej nieobecności. W 1695 r. na prośbę Anny przywrócił wszystkie godności hrabiemu Marlborough. W podzięce Anna wspierała politykę Wilhelma, mimo iż w 1696 r. doszło do pogorszenia stosunków Anny ze szwagrem, kiedy księżna uwierzyła pogłoskom, że Wilhelm dąży do ugody z Jakubem II, mającej polegać na uznaniu Wilhelma za króla, w zamian za co Wilhelm miał swoim następcą wyznaczyć syna Jakuba II.
W międzyczasie Jerzy i Anna przeżyli wiele tragedii rodzinnych. Między 1684 a 1700 r. Anna była w ciąży 18 razy, z czego 12 razy poroniła. Z pozostałej szóstki, troje dzieci urodziło się martwych, jedno nie dożyło roku, drugie miało niecałe dwa lata, gdy zmarło. Jedyne dziecko, które przeżyło okres niemowlęctwa, Wilhelm, książę Gloucester, zmarł w 1700 r. w wieku 11 lat. Spowodowało to kryzys sukcesyjny, gdyż ani Wilhelm, ani Anna nie mieli dzieci. Realną stała się groźba powrotu na tron katolickiej linii Stuartów. Aby temu zapobiec, Parlament uchwalił w 1701 r. Act of Settlement, który porządkował sprawy sukcesyjne. Katolików odsunięto od dziedziczenia korony. Po bezpotomnej śmierci Wilhelma i Anny korona angielska miała przypaść Zofii Dorocie Wittelsbach, żonie elektora hanowerskiego Ernesta Augusta, i jej potomstwu.

## Początek rządów
Wilhelm III zmarł 8 marca 1702 r., pozostawiając koronę swojej szwagierce. Anna została koronowana 23 kwietnia. Jej mąż otrzymał tytuł księcia-małżonka. W momencie, kiedy Anna wstępowała na tron, w Europie zaczynała się wojna o sukcesję hiszpańską. Ostatni król Hiszpanii z Domu Habsburgów przekazał koronę Hiszpanii ze wszystkimi jej posiadłościami wnukowi króla Francji Ludwika XIV, Filipowi Andegaweńskiemu. Realizacja postanowień tego testamentu przez Ludwika XIV była naruszeniem zasady równowagi europejskiej, której gwarantem była Anglia. Dodatkowo Anglików niepokoił fakt, że po śmierci Jakuba II w 1701 r. Ludwik XIV ogłosił jego syna Jakubem III, prawowitym królem Anglii i Szkocji. Anglia zdecydowała się więc poprzeć drugiego z pretendentów do hiszpańskiej korony, młodszego syna cesarza Leopolda I, arcyksięcia Karola.
Hiszpańska wojna sukcesyjna (która toczyła się również między Anglią i Francją w północnoamerykańskich koloniach i jest tam znana jako wojna królowej Anny) trwała niemal przez cały okres panowania Anny, determinując politykę wewnętrzną, zagraniczną i gospodarczą Anglii. Wkrótce po swoim wstąpieniu na tron Anna mianowała księcia Jerzego Lordem Wielkim Admirałem, dając mu pełną kontrolę nad Royal Navy. Pełną kontrolę nad armią lądową uzyskał lord Marlborough, który wsławił się później jako zwycięzca licznych bitew na kontynencie. Otrzymał później tytuł książęcy i został kawalerem Orderu Podwiązki. Jego żona, księżna Marlborough, pozostała w łaskach u monarchini, otrzymując stanowisko Mistress of the Robes, najwyższy urząd, jaki mogła wówczas sprawować arystokratka.
Pierwsze ministerium Anny było torysowskie. Na jego czele stał Sidney Godolphin, 1. baron Godolphin. Wigowie, którzy w przeciwieństwie do torysów byli gorącymi zwolennikami wojny o hiszpańską sukcesję, znaleźli się w przewadze w 1704 r., kiedy książę Marlborough odniósł świetne zwycięstwo pod Blenheim. Wigowie szybko urośli w siłę, a torysi zostali usunięci z ministerium. Lord Godolphin sprzymierzył się wówczas z księciem i pozostał na stanowisku. Właściwą władzę sprawował jednak Marlborough, który korzystał z tego, aby ciągnąć zyski z kasy państwowej i faworyzować swoich stronników. Nepotyzm księcia wiele kosztował skarb państwa.

## Powstanie Wielkiej Brytanii
Następne lata rządów Anny poświęcone były zacieśnieniu związku Anglii i Szkocji. Ustalona w 1701 r. sukcesja do tronu obowiązywała tylko w Anglii, a w Szkocji silne było jeszcze przywiązanie do dynastii Stuartów i zachodziła obawa, że po śmierci Anny unia zostanie zerwana. Sama Anna wolałaby zresztą widzieć jako następcę swojego brata, a nie Zofię Dorotę i jej potomków. W 1704 r. szkocki parlament uchwalił Act of Security, który dawał szkockim stanom prawo wybrania nowego monarchy spośród protestanckich potomków Domu Stuartów. Szkoci zażądali również wycofania swoich wojsk z Europy i obniżenia podatków. W odpowiedzi angielski parlament, obawiając się, że większa niezależność Szkocji może doprowadzić do odnowienia się „Starego Sojuszu” szkocko-francuskiego, uchwalił w 1705 r. Alien Act, który przewidywał sankcje ekonomiczne wobec Szkocji. Zaproponowano również Szkotom alternatywę pomiędzy sankcjami a zacieśnieniem unii. Szkocki parlament wyraził zgodę na to ostatnie i komisarze obu zgromadzeń rozpoczęli prace nad tekstem aktu unii. Komisarze przedstawili swój tekst 22 lipca 1706 r. Szkocki Parlament przyjął je 16 stycznia. Zgodnie z Aktem o Unii od 1 maja 1707 r. Anglia i Szkocja zjednoczyły się w jedno Królestwo Wielkiej Brytanii.
W międzyczasie doszło do zerwania między Anną a księżną Marlborough. Miejsce księżnej zajęła kolejna faworyta Anny, Abigail Masham, kuzynka księżnej, spokrewniona z jednym z ministrów wigowskiego ministerium, Robertem Harleyem. Poprzez panią Masham Harley uzyskał wielki wpływ na królową. Widząc wzrastającą pozycję Harleya, Godolphin i Marlborough zaniepokoili się i próbowali go zdymisjonować. W 1708 r. Anna zaakceptowała rezygnację ministra. Ministerium zdominowała grupa pięciu polityków, znanych jako „Junta” (lord Sunderland, lord Wharton, lord Somers, lord Halifax i Robert Walpole). Harley pozostał jednak prywatnym doradcą królowej.
Mąż Anny, książę Jerzy, zmarł w październiku 1708 r. Jego działania na stanowisku Lorda Wielkiego Admirała nie zyskiwały aprobaty wigowskiego ministerium. Kiedy książę leżał na łożu śmierci, liderzy wigów przygotowywali wniosek o jego dymisję. Królowa musiała osobiście apelować do Marlborougha, aby zaprzestano tych przygotowań. Po śmierci męża Anna oddaliła się od księżnej Marlborough. Jej miejsce u boku królowej stopniowo zajmowała Abigail Masham.

## Ostatnie lata

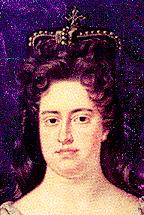
Królowa Anna

Wkrótce nastąpił upadek wigowskiego ministerium. Kosztowna wojna o sukcesję hiszpańską i wielkie straty wojsk księcia Marlborough sprawiły, że wojna stała się bardzo niepopularna w społeczeństwie angielskim. Robert Harley wykorzystał to do prowadzenia kampanii wyborczej. Wybory powszechne 1710 r. przyniosły zwycięstwo torysów, którzy uzyskali znaczną przewagę w Izbie Gmin.
Stronnicy księcia Marlborough zaczęli w szybkim tempie tracić swoje godności. 7 sierpnia 1710 r. lord Godolphin został usunięty ze stanowiska. Nowe ministerium było kierowane wspólnie przez Harleya i Henry’ego St John, wicehrabiego Bolingbroke. Marlborough został oskarżony o defraudację publicznych pieniędzy i pozbawiony wszystkich stanowisk. Torysowskie ministerium rozpoczęło powolne wycofywanie się Anglii z wojny. Dążąc do kompromisu, skłonne było zaakceptować Burbona na hiszpańskim tronie, co było nie do przyjęcia dla wigów.
Problem rozwiązał się w inny sposób. W 1711 r. zmarł cesarz Józef I Habsburg i tron niemiecki wraz z koroną cesarską przypadł arcyksięciu Karolowi (teraz już cesarzowi Karolowi VI), pretendentowi do hiszpańskiej korony. Połączenie niemieckich ziem Habsburgów z posiadłościami korony hiszpańskiej w równym stopniu było naruszeniem równowagi europejskiej, co zawłaszczenie posiadłości hiszpańskich przez francuskich Burbonów. Projekt traktatu utrechckiego, przedstawiony Izbom w 1711 r., spotkał się jednak ze sprzeciwem wigów. Izba Gmin, w której większość mieli torysi, przyjęła projekt bez oporów. W Izbie Lordów większość mieli jednak wigowie. Aby zablokować projekt, doszli do porozumienia z torysem, lordem Nottinghamem, i jego stronnikami. W odpowiedzi królowa i torysi pozbawili księcia Marlborough stanowiska głównodowodzącego wojsk brytyjskich i przekazali je księciu Ormonde. Aby dać torysom przewagę w Izbie Lordów, królowa zdecydowała się na działanie bez precedensu. Jednego dnia, 1 stycznia 1712 r., Anna mianowała 12 nowych parów spośród polityków wigowskich.
Takie niekonwencjonalne działanie przyniosło oczekiwane skutki i obie Izby zaakceptowały treść porozumienia, które podpisano w Utrechcie 11 kwietnia 1713 r. Filip Andegaweński (teraz już Filip V) pozostał na tronie Hiszpanii, ale musiał zrzec się praw do tronu francuskiego. Oprócz Hiszpanii pozostały mu tylko jej kolonie, pozostałe posiadłości europejskie przypadły cesarzowi. Wielka Brytania uzyskała Gibraltar i Minorkę, jak również przyrzeczenie Ludwika XIV, że nie będzie popierał sprawy pretendenta. Francuski król uznał również Annę i jej protestanckich następców za prawowitych królów Anglii.

## Śmierć i następstwo
Anna zmarła z powodu podagry i róży około godziny 7.00 dnia 1 sierpnia 1714 r. Pochowano ją w opactwie westminsterskim. Jej ciało było tak opuchnięte, że musiano użyć kwadratowej trumny.
Anna zmarła niedługo po Zofii Dorocie. Dziedzicem angielskiego tronu został syn Zofii Jerzy Ludwik, który po śmierci Anny objął tron. Jakobici nie zrezygnowali jednak ze swoich pretensji i wielokrotnie jeszcze jakobickie powstania zagrażały władzy dynastii hanowerskiej.
Rządy Anny charakteryzowały się wzrastającym znaczeniem ministerium i osłabianiem pozycji Korony. W 1708 r. Anna, jako ostatni brytyjski monarcha, odmówiła podpisu pod ustawą (w tym wypadku była to ustawa o szkockiej milicji). Cierpiąc z powodu złego stanu zdrowia, Anna przekazywała większość władzy swoim ministrom oraz przyjaciołom. Trend przekazywania realnej władzy przez króla rządowi przybierze jeszcze większe rozmiary za panowania Jerzego I, przyczyniając się do ugruntowania w Anglii rządów parlamentarno-gabinetowych.
W 1709 r. Anna wydała proklamację do mieszkańców niemieckiego Palatynatu Renu, znaną jako „Złota Księga”. Namawiała w niej mieszkańców tego zniszczonego przez wojnę kraju, aby udali się w dół Renu i weszli na statki Royal Navy, które zawiozą ich do Ameryki Północnej. Z tych planów nic nie wyszło i 3000 niemieckich uchodźców osadzono w Irlandii, w hrabstwach Limerick i Wexford, gdzie ich potomkowie żyją po dziś dzień i wciąż mówią z unikalnym niemieckim akcentem.
Okres rządów Anny był również okresem rozwoju sztuki, literatury i nauki. W architekturze sir John Vanbrugh zaprojektował Blenheim Palace oraz Castle Howard. W lipcu 1714 powołano Komisję Długości Geograficznej, rozpisując konkurs na metodę wyznaczania długości geograficznej. Za czasów Anny tworzyli tacy pisarze, jak Daniel Defoe, Alexander Pope czy Jonathan Swift. Za jej czasów działał również sir Isaac Newton (aczkolwiek swoich największych odkryć dokonał za rządów Wilhelma i Marii). Po królowej pozostał zbiór praw, znany jako Statut Królowej Anny (z 1709 r.). W 1711 r. ukazał się pierwszy numer gazety The Spectator. Anna była wielką miłośniczką brandy, co sprawiło, że królowa była czasem nazywana „Brandy Nan” (Nan jest zdrobnieniem od imienia Anna).
Na cześć królowej nazwano Queen Anne’s County w stanie Maryland.

## Rodzina
28 lipca 1683 r. w Royal Chapel w St. James’s Palace poślubiła księcia Jerzego Oldenburga (2 kwietnia 1653 – 28 października 1708), młodszego syna Fryderyka III, króla Danii i Norwegii, oraz Zofii Amelii, córki Jerzego, księcia brunszwickiego na Lüneburgu. Jerzy i Anna mieli następujące dzieci:
- córkę (poroniona 12 maja 1684 r.)
- Marię (2 czerwca 1685 – 8 lutego 1687)
- Annę Zofię (12 maja 1686 – 2 lutego 1687)
- dziecko (poronione w styczniu 1687 r.)
- syna (poroniony 22 października 1687 r.)
- dziecko (poronione 16 kwietnia 1688 r.)
- Wilhelma, księcia Gloucester (24 lipca 1689 – 29 lipca 1700)
- Marię (ur. i zm. 14 października 1690)
- Jerzego (ur. i zm. 17 kwietnia 1692)
- córkę (poroniona 23 kwietnia 1693 r.)
- dziecko (poronione 21 stycznia 1694 r.)
- córkę (poroniona 18 lutego 1696 r.)
- dziecko (poronione 20 września 1696 r.)
- dziecko (poronione 21 września 1696 r.)
- córkę (poroniona 25 marca 1697 r.)
- dziecko (poronione w grudniu 1697 r.)
- Karola (ur. i zm. 15 września 1698)
- córkę (poroniona 25 stycznia 1700 r.)